# Katano

Katano (交野市 Katano-shi?) este un municipiu din Japonia, prefectura Osaka.